# Papilio phorbanta
Papilio (Druryia) phorbanta − gatunek motyla z rodziny paziowatych i podrodziny Papilioninae.

## Taksonomia
Gatunek ten opisany został w 1771 roku przez Karola Linneusza. Jest blisko spokrewniony z P. manlius i P. epiphorbas. Dawniej zaliczany był wraz z nimi do podrodzaju Princeps do grupy gatunków P. nireus-group. W klasyfikacji Bernarda Ronda z 2011 roku P. phorbanta wraz z P. epiphorbas, P. manlius i P. oribazus tworzy grupę gatunków P. oribazus-group, której wszyscy przedstawiciele są endemitami różnych części madagaskarskiego regionu zoogeograficznego. Grupa ta umieszczana jest w podrodzaju Druryia.
W 1833 roku Jean Baptiste Boisduval opisał gatunek Papilio disparilis, który został później zsynonimizowany z podgatunkiem nominatywnym P. phorbanta phorbanta.
Drugi podgatunek: P. phorbanta nana został opisany przez René Oberthüra w 1879 roku jako odmiana: Papilio disparilis var. nana.

## Opis
Paź o rozpiętości skrzydeł około 9-10 cm. Samiec ma wierzch ciała czarny, a spód brązowy. Jego przednie skrzydła są z wierzchu czarne z niebieską przepaską i dwoma niebieskimi plamkami u wierzchołka, a od spodu brązowe. Jego tylne skrzydła mają krótkie ogonki i pofalowane krawędzie, są z wierzchu czarne z dużą niebieską plamą i łańcuszkiem małych, niebieskich kropek wzdłuż zewnętrznej krawędzi, a od spodu brązowe z łańcuszkiem małych, żółtych plamek. Skrzydła samic są brązowe z łańcuszkiem białych kropek wzdłuż zewnętrznej krawędzi wierzchu tylnych.

## Ekologia
Naturalnym pokarmem gąsienic są liście Toddalia asiatica, ale znajdywane są także na liściach cytrusów (Citrus sp.). Żerowiska znajdują się na wysokości od 300 do 1200 m n.p.m., ale imagines latają między poziomem morza a 1400 m n.p.m. Do poznanych pasożytów jaj należą błonkoskrzydłe z rodziny Trichogrammatidae lub Sceleonidae, natomiast larwy atakowane są przez muchówkę Carcelia evoluans z rodziny rączycowatych.

## Rozprzestrzenienie i zagrożenie
Gatunek endemiczny dla Reunionu w archipelagu Maskarenów. Dwa skarłowaciałe osobniki umieszczane w taksonie P. phorbanta nana znalezione zostały rzekomo na Seszelach. Mogły to być osobniki wędrujące, zniesione tam z prądami powietrza lub zawleczone, które nie stworzyły tam populacji. Uznawany też za prawdopodobnie wymarły na Seszelach. Został też błędnie wykazany z Madagaskaru.
Ze względu na silnie ograniczony zasięg i rzadkość występowania paź ten został umieszczony przez IUCN w Czerwonej księdze gatunków zagrożonych z kategorią gatunku narażonego na wyginięcie. Objęty jest ochroną od 1979 roku.